# Chariesthes euchroma
Chariesthes euchroma là một loài bọ cánh cứng trong họ Cerambycidae.